# Borstbeeld van Luchmon Sing
Het borstbeeld van Luchmon Sing is een monument in de Surinaamse hoofdstad Paramaribo. Het werd in 1923 onthuld ter nagedachtenis aan de Hindoestaanse zakenman Luchmon Sing.

## Luchmon Sing
Luchmon Sing (1870-1922) groeide in Suriname uit tot een van de rijkste kooplieden van zijn tijd. Hij kwam met zijn toekomstige vrouw op 23 april 1889 aan in Paramaribo. Na afloop van zijn vijfjarige contract op de plantage Alliance in Commewijne opende hij een winkel in Paramaribo en begon met importen uit India. Hij werd gewaardeerd door immigranten en het koloniale bestuur en was actief in het verenigingsleven voor immigranten.

## Nalatenschap en borstbeeld
Zijn weduwe Bagesurri richtte na zijn overlijden de Luchmon Sing Stichting op. Ze schonk een van haar panden aan de stichting voor de oprichting van het Anjisa Oso Bosmanshuis, dat gratis onderdak bood aan hulpbehoevende Hindoestanen. Een Italiaanse beeldhouwer kreeg de opdracht om een borstbeeld van hem te maken. Dit werd op 22 oktober 1923 onthuld in de vergaderzaal van het huis. Er was een toespraak van een pandit over Sings leven en werden enkele liederen gezongen door jongens van het rooms-katholiek opvoedingsgesticht Rajpur. Vervolgens onthulde een Hindoestaans meisje het beeld door het doek weg te nemen. Op de sokkel staat de tekst:
| Luchmon Sing Geboren in Brits-Indië op 20 januari 1870 Overleden in Brits-Indië op 11 januari 1922 Voorzitter van de Surinaamse Hindoe Unie Zeer geliefd en gerespecteerd Door zijn landgenoten |

## Redding uit brandend huis
Tijdens de Sergeantencoup op 25 februari 1980 die het militaire regime in Suriname in het zadel hielp, werd onder anderen het hoofdbureau van de politie aan de Waterkant in brand geschoten. Het Anjisa Oso Bosmanshuis was links hiervan gevestigd en werd ook door brand verwoest. Een Chinese winkelier op de begane grond redde ternauwernood nog zijn borstbeeld. Zowel het beeld als de sokkel raakten daarbij beschadigd. De stichting verhuisde daarna noodgedwongen naar de Gladiolenstraat.
De vereniging Suriname Hindi Parishad opende op 5 juni 2003 haar nieuwe pand aan de Hindilaan. De inhuldiging werd voltrokken door de Indiase minister Digvijay Singh van Buitenlandse Zaken, zijn Surinaamse ambtsgenoot Marie Levens en minister Walther Sandriman van Onderwijs en Volksontwikkeling. De Indiase minister Singh onthulde later op de dag het beschadigde beeld van Luchmon Sing.